# Fischergrube

Die Lage der Fischergrube, rot markiert

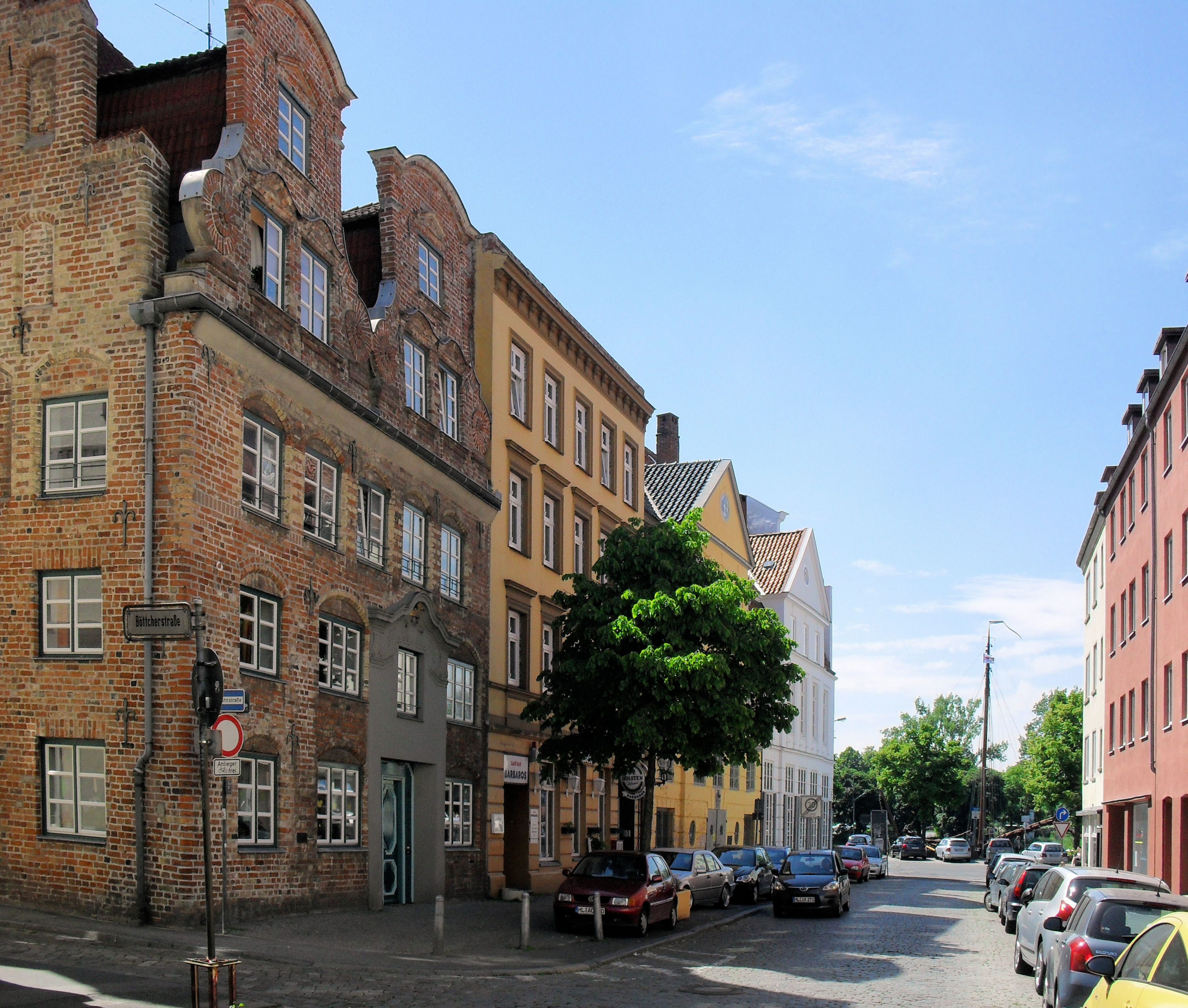
Die Fischergrube, Blick zur Trave, Vordergrund Eckhaus Nr. 79

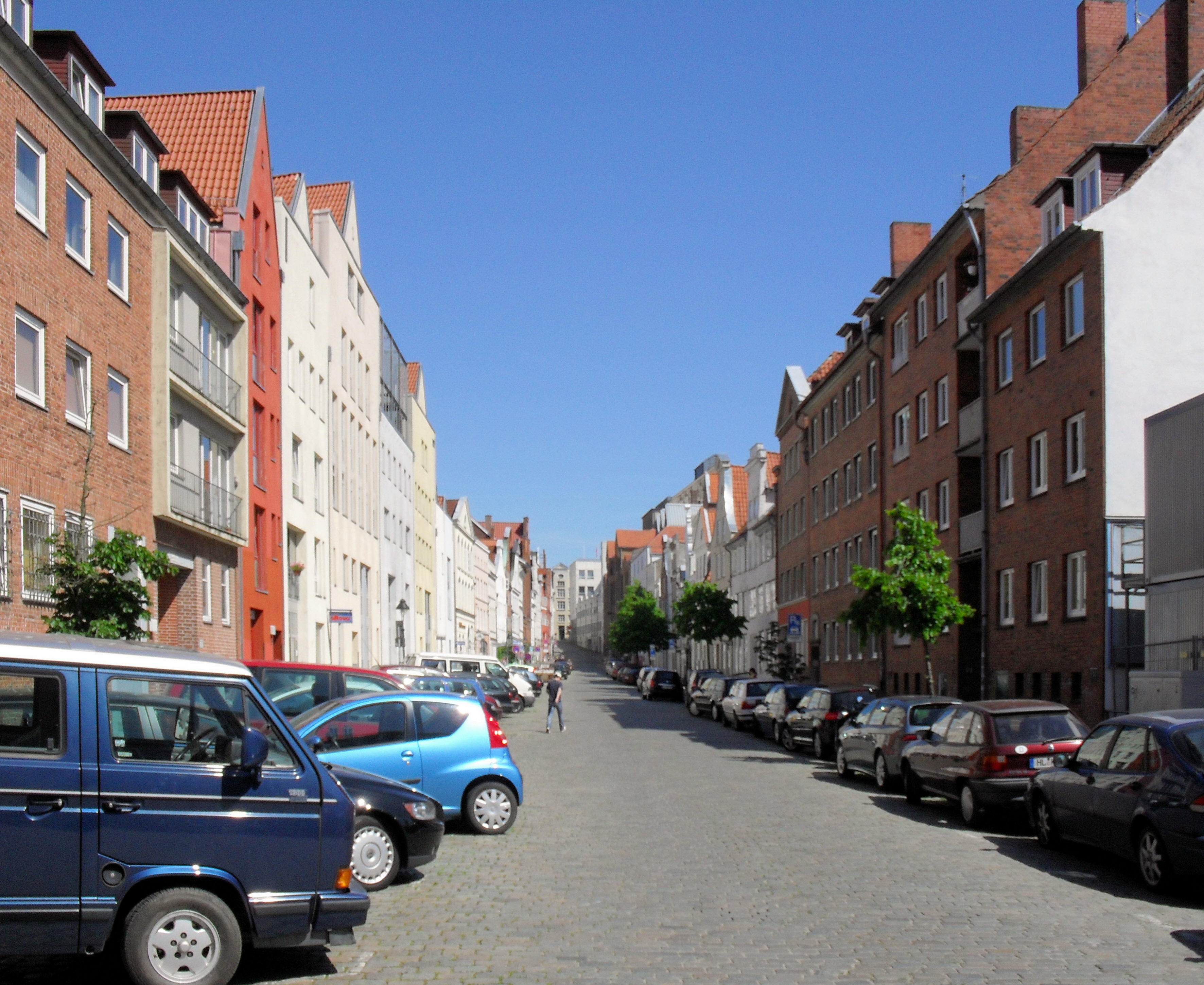
Die Fischergrube, Blick in Richtung Breite Straße

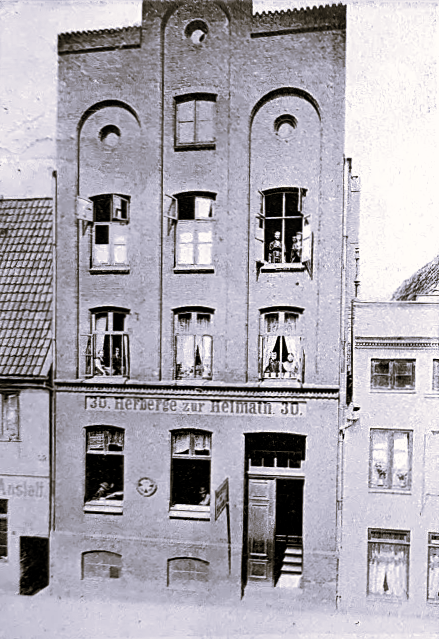
Herberge zur Heimat

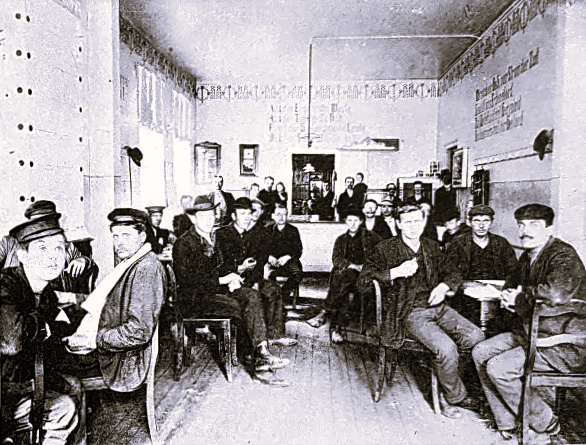
Gastraum der „Herberge zur Heimat“

Die Fischergrube ist eine Straße der Lübecker Altstadt.

## Lage
Die etwa 430 Meter lange Fischergrube befindet sich im nordwestlichen Teil der Altstadtinsel, im Marien-Magdalenen Quartier. Sie beginnt zwischen Beckergrube und Engelsgrube an der Breiten Straße und verläuft westwärts in Richtung Trave, wobei sie zunächst von Kupferschmiedestraße/Schwönekenquerstraße und dann von Ellerbrook/Großer Kiesau gekreuzt wird. Nach der Einmündung der von Süden kommenden Böttcherstraße trifft die Fischergrube auf die Untertrave und endet.

## Geschichte
Bereits seit Mitte des 13. Jahrhunderts ist die Straße nach den schon frühzeitig hier nahe dem Travehafen wohnenden Fischern benannt. Erstmals urkundlich erwähnt wird sie 1259 mit dem lateinischen Namen Fossa piscatorum (Fischergrube). Diese Benennung hält sich, mit geringfügigen Variationen, wie etwa Platea piscatorum (Straße der Fischer), Vyschersgrove (1373) und Vischergrove (1380). Der heutige Name wurde 1852 amtlich festgelegt.
Beim Bombenangriff im März 1942 wurde die Fischergrube erheblich in Mitleidenschaft gezogen; es blieb jedoch eine größere Anzahl historischer Gebäude erhalten, die bis heute einen Eindruck vom ursprünglichen gewachsenen Charakter der Straße vermitteln. Der nördliche Teil der Straßenbebauung gehört zum Flächendenkmal Welterbe.

## Bauwerke
- Fischergrube 10: Klassizistisches Haus mit Putzfassade des späten 18. Jahrhunderts
- Fischergrube 14: Zwischen 1590 und 1624 errichteter Renaissance-Speicher, 1827 zum Wohnhaus umgebaut
- Fischergrube 16: Gotisches Treppengiebelhaus des 15. Jahrhunderts
- Fischergrube 18: Auf das Jahr 1326 zurückgehendes, zwischen 1590 und 1624 errichtetes Renaissance-Treppengiebelhaus
- Fischergrube 20: Auf das Jahr 1330 zurückgehendes barockes Giebelhaus des 17. Jahrhunderts
- Fischergrube 22: In der zweiten Hälfte des 16. Jahrhunderts errichtetes Renaissance-Treppengiebelhaus, 1976 erheblich umgebaut; zuvor Töpferei-Werkstatt, Skulptur von Jürgen Maas und Gerd Grove[1]
- Fischergrube 27: Zwischen 1550 und 1650 errichtetes Renaissancehaus mit Barock-Fassade der ersten Hälfte des 18. Jahrhunderts
- Fischergrube 29: Zwischen 1550 und 1649 errichtetes Renaissancehaus mit klassizistischer Putzfassade
- Fischergrube 37: Traufenhaus des 17. Jahrhunderts, zwischen 1830 und 1850 klassizistisch umgebaut
- Fischergrube 38, Lüngreens Gang, Haus 5–9: Zwischen 1600 und 1675 errichtete Ganghäuser
- Fischergrube 40: In der ersten Hälfte des 17. Jahrhunderts errichtetes Renaissance-Giebelhaus mit frühklassizistischer Putzfassade
- Fischergrube 46: In der zweiten Hälfte des 16. Jahrhunderts errichtetes Renaissancehaus, im letzten Viertel des 18. Jahrhunderts klassizistisch umgebaut
- Fischergrube 47: Im Jahre 1700 errichtetes barockes Eckhaus
- Fischergrube 49: Frühklassizistisches Haus von 1750, im Kern gotisch
- Fischergrube 51: 1599 errichtetes Renaissancehaus, im späten 18. Jahrhundert klassizistisch umgebaut
- Fischergrube 79, Drei-Giebel-Haus: Eckhaus mit drei Backsteingiebeln. Zur Fischergrube zwei barocke Volutengiebel von 1730, zur Böttcherstraße ein schlichter Renaissance-Treppengiebel von etwa 1600
- Fischergrube 82: Zwischen 1563 und 1573 errichteter zweistöckiger Renaissance-Hofflügel
- Fischergrube 83: 1754 errichteter Rokoko-Speicher
- Fischergrube 84: Auf das Jahr 1651 zurückgehendes klassizistisches Haus, erbaut in den Jahren 1868–1875
  - siehe auch Liste abgegangener Lübecker Bauwerke#Fischergrube für nicht mehr vorhandene Bauwerke.

## Gänge und Höfe
Von der Fischergrube gehen oder gingen folgende Lübecker Gänge und Höfe ab (nach Hausnummern):
- 11: Kochs Gang (abgängig)
- 14: Stolterfohts Gang (abgängig)
- 20: Dunkler Gang (abgängig)
- 22: Gramkaus Gang (abgängig)
- 26: Kettners Gang
- 31: Häcks Gang (abgängig)
- 32: Glockengießer Gang (abgängig)
- 38: Lüngreens Gang
- 44: Grüner Gang
- 48: Grützmacher Gang (abgängig)